# سیارک ۲۱۶۲۷
سیارک ۲۱۶۲۷ (به انگلیسی: 21627 Sillis، نامگذاری:1999NZ3) بیست و یک هزار و ششصد و بیست و هفتمین سیارک کشف شده‌است که در ۱۳ ژوئیه ۱۹۹۹ کشف شد.
قدر مطلق سیارک برابر ۱۹.۵ است.